# Snæúlvur
Snæúlvur [ˈsnɛaˌʏlvʊr] (* 10. Jahrhundert auf den Hebriden oder der Isle of Man; † auf Sandoy, Färöer; oft auch Sneulf [ˈsnɛːʔʊlf]) ist einer der Akteure in der Färingersaga und somit der Wikingerzeit auf den Färöern.
Snæúlvur war der Vater von Guðrið, die später den mächtigen Goden Havgrímur heiratete.
Wie Einar von den Südinseln kam Snæúlvur von den britischen Inseln. Die Färingersaga spezifiziert nicht genau, was mit den „Südinseln“ gemeint ist. Historiker gehen allgemein von den Hebriden aus oder aber der Isle of Man.
Im Streit zwischen Einar und Eldjarn nahm Snæúlvur 970 eine neutrale Haltung ein, indem er seinem Schwiegersohn Havgrímur zu verstehen gab, dass dieser sich für eine verkehrte Sache starkmachte und er ihm daher nicht folgen werde.

## Namensherkunft
Snæúlvur gehört heute noch zu den verwendeten Männernamen auf den Färöern, snæ ist mit unserem Wort Schnee verwandt (Schnee heißt im Färöischen aber kavi), úlvur bedeutet im Färöischen Wolf. Aus snæ-úlvur ergibt sich somit der Schneewolf (Canis lupus arctos). Freilich kommt dieser Landsäuger auf den Färöern nicht vor.
| Personendaten    | Personendaten                        |
| ---------------- | ------------------------------------ |
| NAME             | Snæúlvur                             |
| ALTERNATIVNAMEN  | Sneulf                               |
| KURZBESCHREIBUNG | Akteur in der Färingersaga           |
| GEBURTSDATUM     | 10. Jahrhundert                      |
| GEBURTSORT       | Hebriden oder Isle of Man            |
| STERBEDATUM      | 10. Jahrhundert oder 11. Jahrhundert |
| STERBEORT        | Sandoy, Färöer                       |